# Referendum sull'indipendenza della Mongolia del 1945
Il referendum sull'indipendenza della Repubblica Popolare Mongola si svolse il 20 ottobre 1945. Secondo le statistiche ufficiali, il 100% degli elettori votò a favore dell'indipendenza, senza voti contrari. L'affluenza alle urne fu del 98,5%.

## Contesto
La Mongolia aveva ottenuto de facto l'indipendenza dalla Repubblica di Cina durante la rivoluzione mongola del 1921. In quell'anno le ultime truppe cinesi nel paese erano state espulse dal generale bianco Roman von Ungern-Sternberg, provocando l'intervento sovietico. La Repubblica Popolare Mongola era effettivamente uno stato satellite non riconosciuto dell'Unione Sovietica (URSS). Verso la fine della seconda guerra mondiale, l'URSS spinse la Cina per il riconoscimento formale dello status quo, minacciando di fomentare il nazionalismo mongolo all'interno della Cina. Nel Trattato di amicizia e alleanza sino-sovietico firmato il 14 agosto 1945, la Cina accettò di riconoscere l'indipendenza della Mongolia dopo lo svolgimento di un referendum. La consultazione è stata considerata da entrambe le parti come un teatro politico.

## Risultati
| Scelta                        | voti    | %    |
| ----------------------------- | ------- | ---- |
| Per                           | 487.409 | 100  |
| Contro                        | 0       | 0,0  |
| Voti non validi/vuoti         | 0       | –    |
| Totale                        | 487.409 | 100  |
| Elettori registrati/affluenza | 494.960 | 98,5 |
| Fonte: Nohlen et al.          |         |      |

## Conseguenze
Il 5 gennaio il governo cinese ha riconosciuto l'indipendenza della Mongolia e il 14 febbraio sono state stabilite le relazioni diplomatiche. Dopo la vittoria dei comunisti nella guerra civile cinese, il 6 ottobre 1949 furono stabilite relazioni diplomatiche tra la RPM e la Cina. Successivamente, la Mongolia ottenne il riconoscimento internazionale in gran parte con l'aiuto dell'URSS.
Il Consiglio per gli affari continentali della Repubblica di Cina (Taiwan) ha escluso ufficialmente la Mongolia dal proprio statuto riguardante la Cina continentale solo nel 2002.